# Torenia vientianica
Torenia vientianica är en tvåhjärtbladig växtart som beskrevs av T. Yamazaki. Torenia vientianica ingår i släktet Torenia och familjen Linderniaceae. Inga underarter finns listade i Catalogue of Life.